# Cultura di Afanasevo
La cultura di Afanasevo, 3500—2500 a.C., è una cultura archeologica del tardo calcolitico e dell'inizio dell'Età del bronzo della Siberia meridionale, Russia. Prende il nome dalla località di Afanasjeva Gora, nel bacino dello Enisej, dove fu scavata una necropoli di questa cultura.

## Descrizione
Divenne nota dagli scavi nel bacino di Minusinsk nel Territorio di Krasnojarsk, nella Siberia meridionale, ma le estensioni di questa cultura giungono fino in Mongolia occidentale, Xinjiang settentrionale, e Kazakistan centro-orientale, con connessioni e propaggini in Tagikistan e nell'area del Lago d'Aral.
L'economia sembra essere stata principalmente di tipo pastorale semi-nomadico, essendo documentata la presenza di resti di bovini, ovini ed equini, insieme con quelli di selvaggina. È documentata anche agricoltura primitiva.
La cultura è principalmente nota per le inumazioni, con il defunto sepolto in vano rettangolare o conico in posizione supina, in maniera simile alle sepolture della cultura di Jamna, ma esiste anche una discreta quantità di resti di insediamenti. Sono inoltre documentati oggetti di metallo e di carri da guerra.
Le sepolture presentano una notevole somiglianza con quelle trovate a occidente della cultura di Jamna, della cultura di Srednij Stog, cultura delle catacombe della cultura di Poltavka, che si ritiene siano culture portate da popoli di lingua indoeuropea, particolarmente nell'ambito dell'ipotesi dell'invasione kurgan portata avanti da Maria Gimbutas e sostenitori. Kozshin (1970) ritiene di aver identificato pezzi di corno perforato utilizzati come morso per cavalcatura, ma questa proposta non è stata accettata universalmente. Non è chiaro il legame con la cultura più recente e occidentale di Andronovo, con la quale spesso sono state evidenziate somiglianze.
Nelle regioni più orientali viene sostituita dalla cultura di Karasuk.
Questa antica cultura isolata, presumibilmente indoeuropea, sembra essere la naturale candidata al ruolo di più antico rappresentante del ramo tocario dell'indoeuropeo.

### La cultura di Okunevo
Nel villaggio russo di Okunevo nella regione di Omsk è venuto alla luce un sito preistorico. La cultura di Okunevo viene datata al III millennio a.C., successiva a quella di Afanasevo di cui può essere considerata un'evoluzione. Sono stati rinvenuti manufatti in rame e bronzo, oltre ad arredi funebri decorati con figure di animali, soprattutto mandrie.

## Antropologia fisica

Ricostruzione di una scena di vita

Dalle ricerche paleoantropologiche di epoca sovietica, si ha che i resti umani nelle sepolture afanasiane sono chiaramente paleo-europoidi e in particolare di tipo cromagnonoide, fatto questo abbastanza suggestivo se si pensa che dal punto di vista antropologico gli afanasiani risultano essere un elemento chiaramente intrusivo nell'area, dominata da popolazioni di tipo asiatico-orientale. L'elemento europoide si mantiene in questa area siberiana abbastanza stabilmente attraverso la cultura di Tagar, almeno fino al periodo Taštyk (circa II secolo a.C.).

## Tabella temporale
| Cultura precedente: Cultura di Namazga 6000 a.C. circa 3500 a.C. circa | Cultura corrente: Cultura di Afanasevo 3500 a.C. circa 2000 a.C. circa | Cultura seguente: Cultura di Andronovo 2000 a.C. 1200 a.C. |

## Cronologia delle culture protostoriche nella regione di Minusinsk - Yenisey - Baikalia
| Cultura                    | Periodo                                                                  |
| -------------------------- | ------------------------------------------------------------------------ |
| Afanasevo                  | metà del IV millennio a.C. (3500) - inizio del II millennio a.C.: (2000) |
| Okunevo I                  | II millennio a.C.: 2000 - 1500 a.C.                                      |
| Okunevo II (per Arutiunov) | 1400 - 1300 a.C.                                                         |
| Andronovo                  | II millennio a.C.: 1500 - 1100                                           |
| Karasuk                    | II millennio a.C. (fine) - I millennio a.C.: 1100 - 900                  |
| Tagar                      | X secolo a.C. - IV secolo a.C.: 900 - 300                                |
| Taštyk                     | III secolo a.C. - II secolo d.C.                                         |

## Studi genetici
- 3000 a.C. circa: migrazione iniziale dalla cultura di Jamna verso est che dà inizio alla cultura di Afanasevo, forse Proto-Tocari.
- 2900 a.C. circa: migrazioni verso nord-ovest che danna vita alla cultura della ceramica cordata (Corded Ware), che si trasforma in cultura del campaniforme (Bell Beaker); secondo Anthony, migrazione verso ovest dei Carpazi in Ungheria come cultura di Jamna, che si trasforma in cultura del vaso campaniforme.
- 2700 a.C. circa: seconda migrazione verso est che inizia ad est dei Carpazi come cultura della ceramica cordata (Corded Ware), trasformandosi in cultura di Fatyanovo-Balanovo (2800 a.C.) -> cultura di Abaševo (2200 a.C.)-> Sintashta  (2100-1900 a.C.)-> cultura di Andronovo (1900-1700 a.C.) -> Indoari (circa 1500 a.C.).

Uno studio genetico pubblicato su Nature nel 2015, Allentoft et al., ha analizzato i resti ossei di quattro donne appartenute alla cultura di Afanasevo. Due donne sono risultate avere l'aplogruppo del DNA mitocondriale (mtDNA) J2a2a, una terza T2c1a2, la quarta l'aplogruppo del DNA mitocondiale U5a1a1.
Gli autori dello studio concludono che gli individui della cultura di Afanasevo erano "geneticamente indistinguibili" da quelli della cultura di Jamna. I risultati indicano come l'espansione degli antenati del popolo della cultura di Afanasevo nell'Altai avvenne attraverso "migrazioni e spostamenti di popolazione su larga scala" da ovest a est, senza commistione con le popolazioni locali. Lo studio ha anche trovato che gli abitanti di Afanasevo fossero geneticamente strettamente correlati con quelli della cultura di Poltavka. Secondo gli autori, le conclusioni dello studio sono a sostegno della teoria per la quale la popolazione di Afanasevo fosse indoeuropea, e che, forse, la popolazione di Afanasevo possa essere stata antenata dei Tocari.
Uno studio pubblicato su Science nel 2019, Narasimhan et al. (2019), ha analizzato i resti di 24 individui attribuiti alla cultura Afanasevo. Dei 14 campioni analizzati, 10 sono risultati appartenenere all'aplogruppo del cromosoma Y (Y-DNA) R1b1a1a2a2, 1 a R1b1a1a2a, e 3 all'aplogruppo Q1a2. Da un punto di vista del DNA mitocondriale, i campioni di appartenevano a sottocladi di U (in particolare di U5), insieme a T, J, H e K. Gli autori hanno interpretato questi risultati come prova di una migrazione dalla steppa pontico-caspica che ha dato a vita alla popolazione della cultura di Afanasevo.